# Gizmodo
Gizmodo — блог, який присвячений таким темам, як  дизайн, наука, наукова фантастика й технології. Він був створений Пітером Рохасом у липні 2002 року як частина компанії Gawker Media. У вересні 2016 року Gawker оголосила про своє банкрутство, і її активи були придбані компанією Univision Communications. Після цього блог став частиною новоствореної компанії Gizmodo Media Group, яка була придбана Great Hill Partners та реорганізована як G/O Media у 2019 році. У 2024 році блог придбала компанія Keleops Media. Gizmodo працює на платформі Kinja і має дочірній блог io9, який спеціалізується на науковій фантастиці та футуризмі.

## Історія
Gizmodo був створений Пітером Рохасом у липні 2002 року як частина медіакомпанії Gawker Media. Рохас обіймав посаду головного редактора до березня 2004 року, коли він залишив Gizmodo і став співзасновником блогу Engadget. У 2005 році Gawker уклала угоду з видавничою компанією VNU Media щодо перекладу Gizmodo французькою, німецькою, данською, іспанською та італійською мовами, а також додання європейського контенту. У 2006 році компанія Infoburn запустила японську версію блогу, діяльністю якого пізніше зайнялася Media Gene. У 2008 році версія блогу португальською мовою була запущена в Бразилії.
У квітні 2010 року Gizmodo отримав прототип смартфона iPhone 4 від компанії Apple. Блог придбав пристрій за 5 тисяч $ у Браяна Гоґана, який місяцем раніше знайшов його без нагляду в барі в Редвуд-Сіті, Каліфорнія. Один зі знайомих Гоґана нібито допоміг йому продати телефон після того, як той не зміг знайти власника. Після підтвердження Apple автентичності пристрою, блогери Джон Грубер і Кен Світ висловили припущення в тому, що угода щодо продажу може свідчити про порушення кримінального кодексу Каліфорнії. 26 квітня, після повернення телефону Apple, у будинку редактора Джейсона Чена був проведений обшук, унаслідок якого було вилучено комп'ютери, жорсткі диски, сервери, камери, записи та теку з візитними картками. Згодом суд округу Сан-Матео призначив «спеціального майстра» для здійснення аналізу вмісту вилучених предметів і визначення, чи містили вони вагому інформацію. Після цього інциденту Gizmodo було заборонено брати участь у заходах і презентаціях продукції Apple до серпня 2014 року.
У лютому 2011 року блог отримав новий дизайн, а у вересні компанія Future plc почала випускати британську версію Gizmodo, що діяла до 2020-го. У 2013 році Gizmodo було переоформлено на базі платформи Kinja. У 2015 році блог Gawker io9 був об'єднаний з Gizmodo. У червні 2016 року Gawker оголосила про своє банкрутство, і пізніше в серпні її активи були придбані компанією Univision Communications за 135 мільйонів $. Після цього блог став частиною новоствореної компанії Gizmodo Media Group, яка була придбана приватною компанією Great Hill Partners у 2019 році та реорганізована як G/O Media. У 2024 році G/O Media продала Gizmodo компанії Keleops Media.